# Campeonato Nacional da 1ª Divisão de Andebol 1966–67
O Campeonato Português de Andebol Masculino (Seniores) de 1966/67 foi a 15ª edicão, competição organizada pela Federação de Andebol de Portugal. O Sporting CP (invicto) conquistou o seu 5º Título.

## CN Classificação
| Pos | Equipa             | J  | V  | E | D  | GM  | GS  | Diff | Pts |
| --- | ------------------ | -- | -- | - | -- | --- | --- | ---- | --- |
| 1   | Sporting CP        | 10 | 10 | 0 | 0  | 229 | 131 | +98  | 20  |
| 2   | FC Porto           | 10 | 7  | 0 | 3  | 181 | 144 | +37  | 14  |
| 3   | SL Benfica         | 10 | 7  | 0 | 3  | 215 | 152 | +63  | 14  |
| 4   | Vitória de Setúbal | 10 | 4  | 0 | 6  | 132 | 143 | -11  | 8   |
| 5   | CDUP               | 10 | 2  | 0 | 8  | 145 | 184 | -39  | 4   |
| 6   | Sp. Espinho        | 10 | 0  | 0 | 10 | 109 | 257 | -148 | 0   |